# 리키 허버트
리키 로이드 허버트(영어: Ricki Lloyd Herbert, 1961년 4월 10일 ~ )는 뉴질랜드의 축구 선수, 지도자로 현역 시절 수비수로 활약했으며 현재 해밀턴 원더러스 풋볼 디렉터로 활동 중이다.

## 선수 경력
1978년 마운트 웰링턴에 입단하면서 데뷔했고 오스트레일리아의 축구 클럽인 시드니 올림픽, 잉글랜드의 축구 클럽인 울버햄프턴 원더러스 소속으로 뛰었다. 1980년부터 1989년까지 뉴질랜드 대표팀에서 뛰는 동안 61경기에 출전했으며 7득점을 기록했다. 1982년 FIFA 월드컵에서 뉴질랜드 대표로 출전했지만 뉴질랜드는 조별 예선에서 스코틀랜드, 소련, 브라질에 패하면서 3전 전패로 탈락하고 만다.

## 지도자 경력
2005년 2월 뉴질랜드 대표팀 감독으로 부임했고 2007년 A리그 소속 클럽인 웰링턴 피닉스 감독으로 부임했다. 2009년 FIFA 컨페더레이션스컵과 2010년 FIFA 월드컵에서 뉴질랜드 대표팀 감독을 맡았으며 특히 2010년 월드컵 본선 F조 조별리그에서 슬로바키아, 이탈리아, 파라과이 등의 강팀들을 상대로 3경기 모두 대등한 경기력으로 무승부를 이끌며 뉴질랜드 축구 역사상 월드컵 최다 승점 기록을 안겼다.